# Pietramaggiore
Pietramaggiore (o Pietra Majure) era un luogo fortificato di cui si hanno notizie a partire dall'epoca normanna nell'attuale territorio comunale di San Giorgio La Molara. Rimangono pochissimi ruderi del castello, posti sulla cima di una roccia isolata (chiamata appunto "Castello"). Attorno alla roccia di Pietramaggiore la suddivisione delle campagne sembra mostrare i residui di una centuriazione di età romana.

## Storia

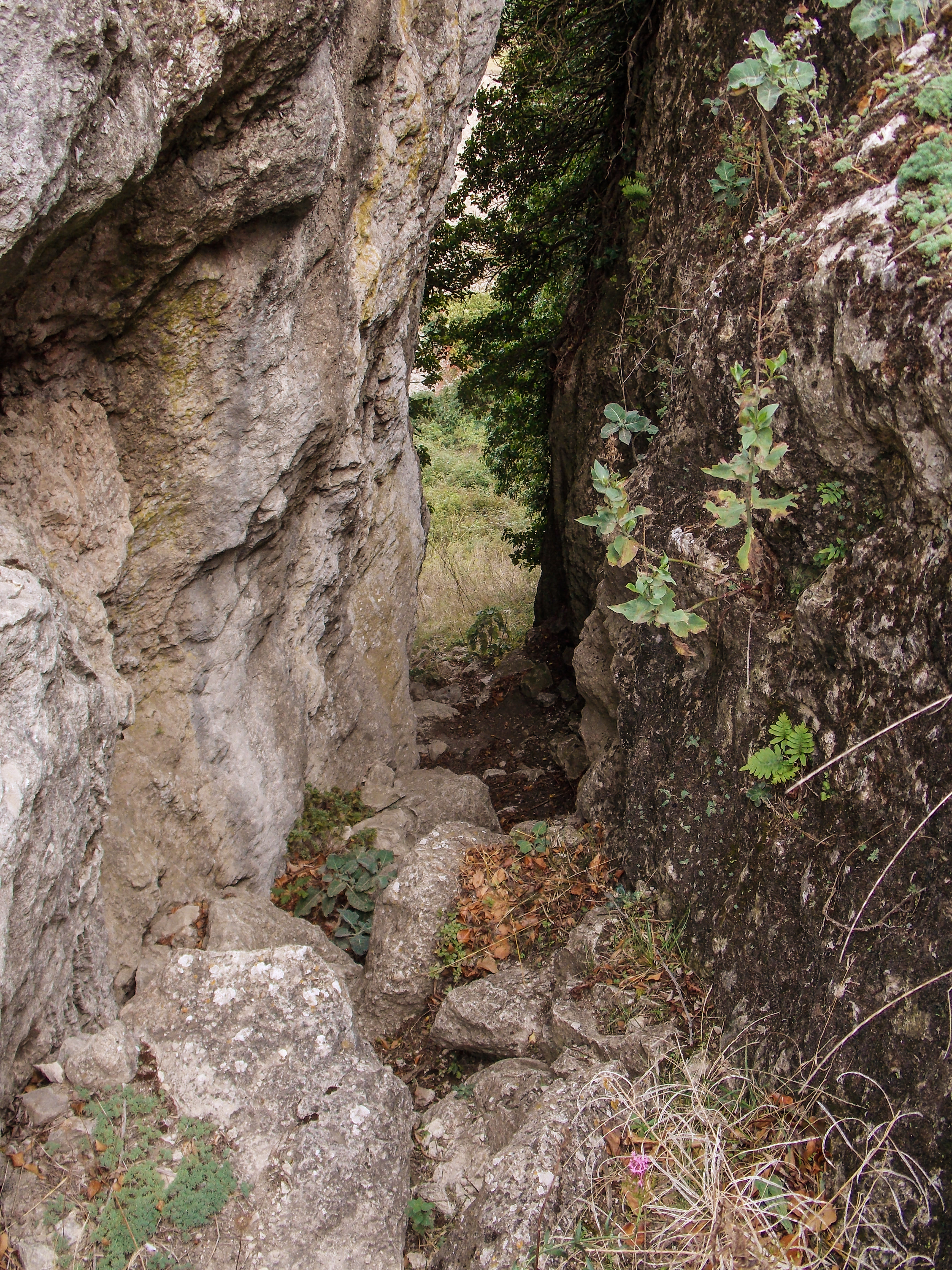
Un tratto dello spacco nella roccia che conduce sul piano ove sorgeva il castello

Pietramaggiore trasse il suo nome dalla propria collocazione, e in contrapposizione a Pietra piccola (località rupestre sita tra Casalbore e il pianoro della Malvizza): entrambi gli insediamenti erano pertinenza della contea e diocesi di Ariano.
Pietramaggiore appare menzionata più volte nel Chronicon Beneventanum nel contesto degli scontri fra il conte Rainulfo di Alife e il re Ruggero II di Sicilia. Nel 1137 risultava tenuta dal barone Roberto, che era un vassallo di Ruggero, conte di Ariano ma fu soggiogato dal conte Rainulfo. L'anno seguente Rainulfo si accampò nelle vicinanze di Pietramaggiore allo scopo di andare a soccorrere il castello di Apice dall'assedio che vi minacciava re Ruggero, accampato presso il Ponte Valentino. Verso ottobre quest'ultimo, procedendo da Benevento verso San Severo (presso l'odierna San Marco dei Cavoti), prese il castello di Morcone e, in seguito, sia il castello di San Giorgio la Molara che quello di Pietramaggiore.
Nel Catalogo dei baroni che dovevano mettere a disposizione forze armate per la spedizione in Terra santa al tempo del re Guglielmo II si legge che la corte, all'epoca, teneva il feudo di Pietramaggiore, già possedimento di Ugo figlio di Fulgerio, e Simone figlio di Ruggero. Il primo possedeva alcuni villani a Pietramaggiore e deteneva anche il vicino centro fortificato di Sant'Andrea.
Nel 1269 re Carlo I d'Angiò, nel timore di incursioni da parte dei Saraceni di Lucera, diede ordine a più universitates di inviare guastatori e soldati per la ristrutturazione del castello di Crepacuore (ubicato all'altezza del valico di San Vito, presso Faeto) e di farli radunare il 14 luglio. Fra i destinatari di tale ordine c'è anche Pietramaggiore, che dovette inviare tre soldati e otto guastatori. Tali numeri, confrontati con quelli dovuti da altri castelli, suggeriscono che Pietramaggiore avesse notevoli dimensioni.
Pietramaggiore appare nella lista dei luoghi facenti parte del contado beneventano in una bolla di papa Clemente VI del 1350, che doveva servire a chiarire i confini dell'enclave pontificia di Benevento con il Regno di Napoli.

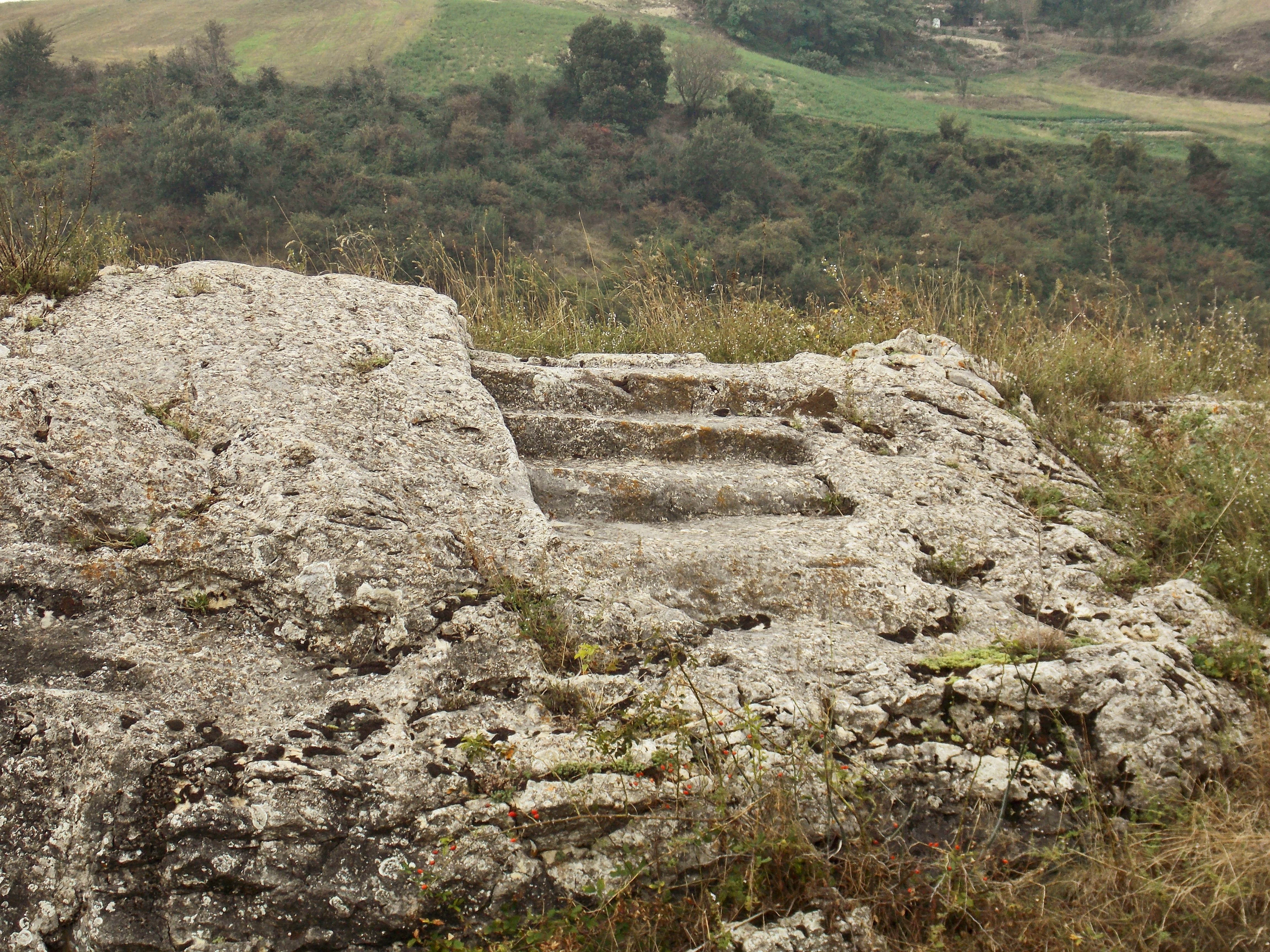
Resti di gradini in cima alla roccia

Nel 1440, al tempo delle guerre fra Alfonso V d'Aragona e Renato d'Angiò per la successione al trono napoletano, si trovavano a Pietramaggiore due capitani mercenari, chiamati Bozzo e Rosso Danese, al soldo di Alfonso: il primo con cinquanta lance, il secondo con trecento fanti. Tuttavia, esasperati dalla lunga serie di paghe non ricevute, i capitani si offrirono di porsi al servizio di Renato inviandogli, mentre lasciava la vicina Paduli, due cavalli e sei tazze d'argento. Renato li accolse volentieri.
L'Obituarium S. Spiritus (1198 con espansioni successive), riporta l'esistenza di una Parochia S. Martini, et S. Nicolai de Petra maiori. La chiesa, dipendente dalla diocesi di Ariano, era retta da un arciprete, o abate: il titolo di Abate rurale di Pietramaggiore esisteva ancora all'inizio del XX secolo.
Il terremoto del 1456 deve aver arrecato gravi danni al castello di Pietramaggiore. Probabilmente il luogo abitato si ridusse a un semplice casale. Nel 1489, comunque, la terra (abitata) di Pietramaggiore appariva ancora fra quelle facenti parte della contea di Morcone, nel testamento con cui Onorato Gaetani d'Aragona la lasciava al nipote Giacomo Maria.
Nel 1535 Pietramaggiore invece era chiamato feudo: entro questo periodo il luogo era divenuto stabilmente pertinenza della universitas di San Giorgio La Molara. Infatti nel 1539 l'allora conte di Morcone, Scipione Carafa, pagava le tasse per tale feudo già considerato parte del territorio di San Giorgio. E nel 1549 il Carafa, dopo una vertenza con la universitas, concedeva ai cittadini l'utilizzo agricolo dei feudi a lui appartenenti di Pietramaggiore e di Sant'Andrea, già citato, dietro pagamento di un terraggio. A quel punto essi risultavano disabitati e comprendevano il bosco di Mazzocca, poi molto ridotto dalle coltivazioni.
Di nuovo nel 1569 il Carafa vendette la terra di San Giorgio e i feudi di Pietramaggiore e Sant'Andrea a Ferrante de Palma. Tali due feudi, in seguito, non appaiono mai disgiunti da San Giorgio La Molara. Una descrizione del luogo risalente al 1639, confermando che il luogo è disabitato, informa che del castello restavano soltanto i ruderi. I resti della chiesa e del castello erano ancora visibili nel XVIII secolo.
Nel 1810 Il cardinale Fabrizio Ruffo di Bagnara ebbe una lite con l'amministrazione comunale di San Giorgio La Molara: nel 1801, prima dell'emanazione delle leggi eversive della feudalità, re Ferdinando I aveva donato al cardinale San Giorgio La Molara con le sue pertinenze. Dopo l'emanazione di tali leggi, l'amministrazione comunale ritenne di avere pertinenza sui fondi rurali, inclusi Pietramaggiore e Sant'Andrea; ma alla fine il cardinale ebbe la meglio.
Nel 1956 avvenne un controverso episodio: durante le riprese del film Sangue di zingara di Marcello Albani, per girare una scena venne fatto saltare un antico ponte sopravvissuto fra i ruderi del castello di Pietramaggiore.